# Jean Glavany
Jean Glavany (ur. 14 maja 1949 w Sceaux) – francuski polityk, parlamentarzysta, były minister rolnictwa i szef gabinetu François Mitterranda.

## Życiorys
W 1973 przystąpił do Partii Socjalistycznej. W 1981 został szefem gabinetu prezydenta François Mitterranda. Funkcję tę pełnił do końca jego pierwszej kadencji, tj. do 1988. Później przez cztery lata zajmował się przygotowaniami do Zimowych Igrzysk Olimpijskich w Albertville.
Od 1989 do 2001 pełnił funkcję mera Maubourguet. Później był radnym miasta Aureilhan, a od 2008 zasiada w radzie Tarbes, w którym bez powodzenia ubiegał się o urząd burmistrza. W latach 1992–2002 zajmował stanowisko wiceprzewodniczącego rady departamentu Pireneje Wysokie. Przez rok (1992–1993) był też radnym regionu Midi-Pireneje.
Od 5 kwietnia 1992 do 29 marca 1993 zajmował stanowisko sekretarza stanu ds. nauk technicznych przy ministrze edukacji narodowej i kultury. W 1993 i 1997 był wybierany do Zgromadzenia Narodowego. Zrezygnował z mandatu, obejmując 20 października 1998 urząd ministra rolnictwa i rybołówstwa w rządzie Lionela Jospina, który sprawował do 25 lutego 2002.
W 2002, 2007 i 2012 ponownie uzyskiwał mandat posła do niższej izby parlamentu.